# Chatur mukhi
Chatur mukhi is een pranayama (ademhalingstechniek) in yoga, waarbij wordt gesproken van een bevrijdende ademhaling in vier fasen. Pranayama's hebben in yoga een tweeledig nut: de toevoer van zuurstof naar de hersenen en het voorzien van het lichaam van prana, ofwel levensenergie.
Chatur mukhi begint in de kleermakerszit. Het hoofd wordt naar de linkerschouder gedraaid en er wordt via beide neusgaten ingeademd en direct weer krachtig via het rechterneusgat (pingala) uitgeademd. Hierna wordt dit herhaald door het hoofd naar de rechterschouder te draaien en uit te ademen door het linkerneusgat (ida). Hierbij worden de niet-gebruikte neusgaten niet met de vingers afgesloten. De ademhaling is niet hoorbaar. Wanneer dat wel het geval is, wordt de pranayama te geforceerd doorgevoerd. Vervolgens wordt de kin op de borst gelegd en wordt er krachtig in- en uitgeademd door beide neusgaten. Vervolgens wordt het hoofd omhoog gericht en wordt er opnieuw in- en uitgeademd.
Deze pranayama zou de zenuwen versterken in de keel, nek en neus en de astrale kanalen van het subtiel lichaam, met name de pingala en ida reinigen.
volledige ademhaling · middenrifademhaling · flankademhaling · sleutelbeenademhaling · mondademhaling · neusademhaling

abhyantara bahya stambha vritti · activerende ademhaling · agni prasana · anuloma · anuloma viloma · bhastrika · brahmari · chandra bhedana · chatur mukhi · dirgha sukshma · kapalabhati · kevala kumbhaka · kumbhaka · murcha · nadi sodhana · ohm sahita rechaka · plavini · prachhardana · prana apana samyukta · pratiloma · sahita kumbhaka · sama vritti · samanu · sapta vyahrita · sargarbha sahita kumbhaka · sarva dwara baddha · sithali · sitkari · stambha vritti · sukha purvaka · suksama shwasa prashwasa · surya bhedana · tri bandha kumbhaka · ujjayi · vaya viya kumbhaka · viloma · visama vritti